# Monument de Solférino (Luz-Saint-Sauveur)
Pour les articles homonymes, voir Solférino.
Le monument de Solférino est un obélisque commémoratif érigé en 1861 à Luz-Saint-Sauveur.

## Localisation
Le monument est situé sur la commune de Luz-Saint-Sauveur, dans le département français des Hautes-Pyrénées en région Occitanie, à côté de la chapelle de Solférino.

## Histoire
C'est l'empereur Napoléon III qui commanda, lors de son séjour à Saint-Sauveur en 1859, la construction d'une chapelle, réalisée en 1860, et d'un monument implanté à quelques mètres dédiés aux victimes de la bataille de Solférino. Cette bataille causa plus de 40.000 morts et incita Henry Dunant à créer la Mouvement international de la Croix-Rouge. La stèle prenant la forme d'un obélisque comporte des inscriptions rendant hommage aux victimes ainsi qu'une plaque commémorant la création de cette organisation non gouvernementale.

## Caractéristiques
Le monument prend la forme d'un obélisque classique en marbre, surmonté d'une croix chrétienne. Il porte plusieurs inscriptions gravées dont un hommage au Père Ambroise de Lombez, qui repose à l'entrée de la chapelle, dans la partie inférieure du piédestal, une autre concernant l'ordre d'édification du pilier par Napoléon III ainsi qu'une plaque commémorant la création de la Croix-Rouge.

## Galerie

Sélection de vues du monument.
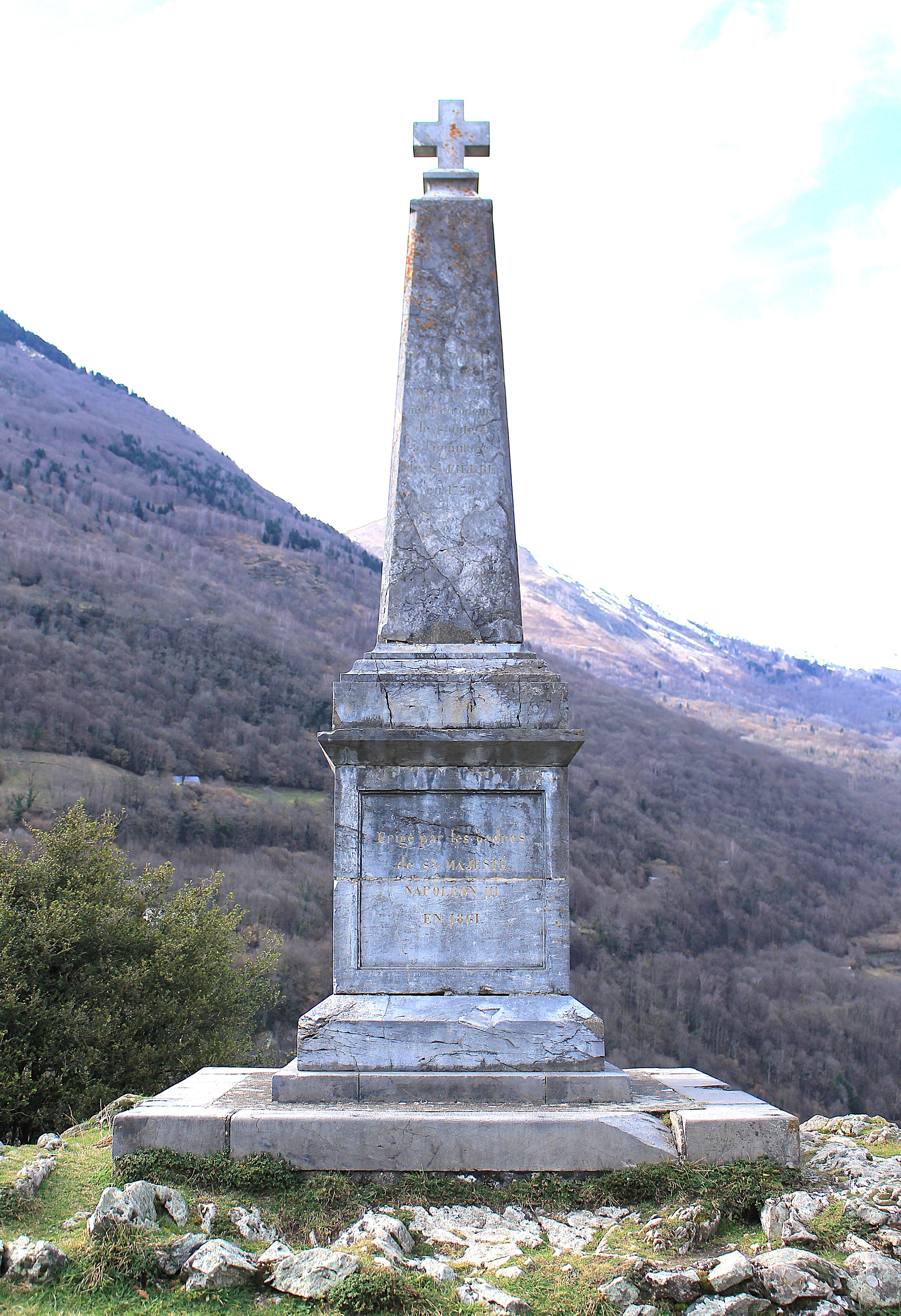
Le monument.
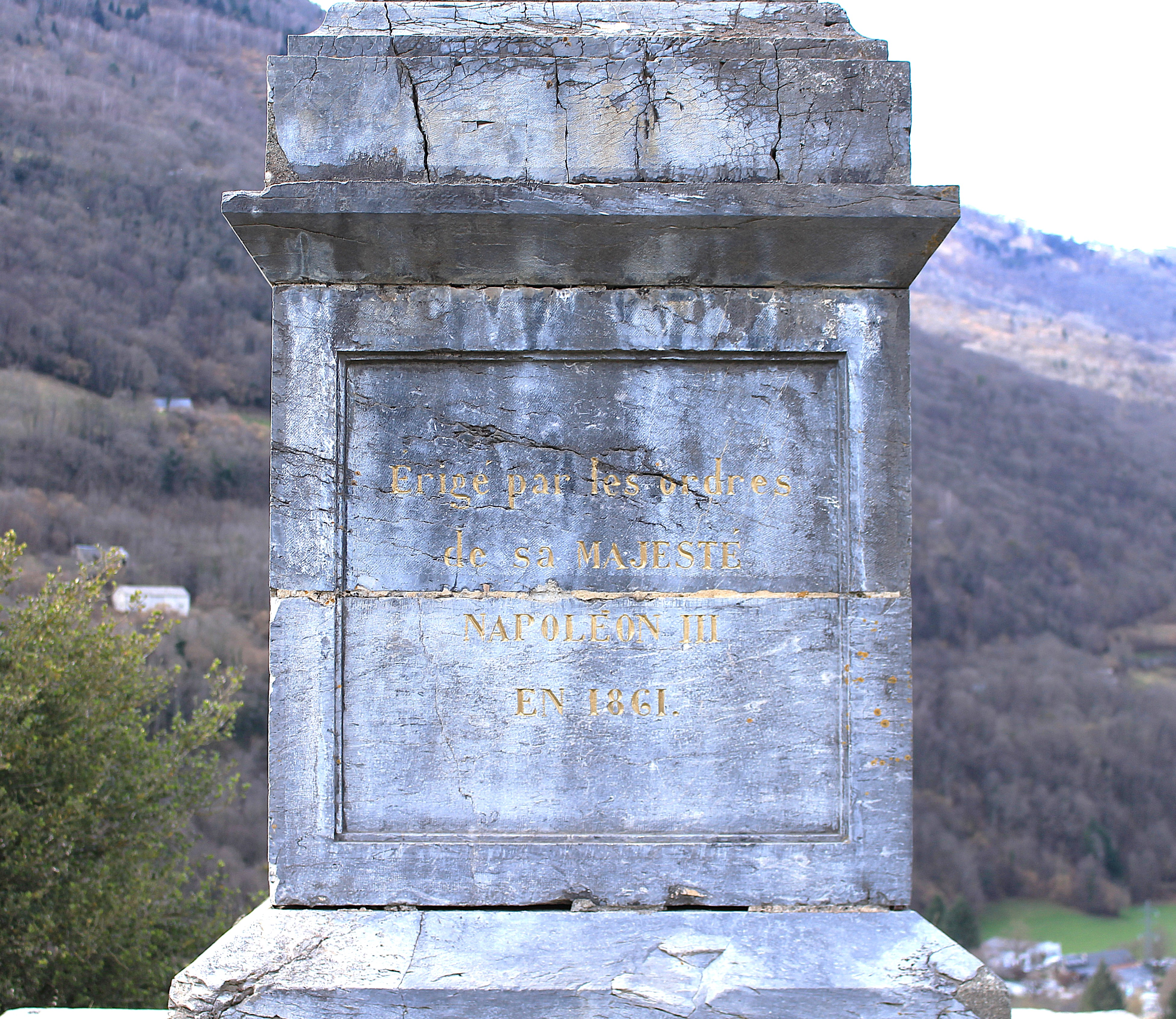
La stèle.